# Picaflors d'ulleres
El picaflors d'ulleres (Dicaeum dayakorum) és un ocell de la família dels diceids (Dicaeidae).

## Hàbitat i distribució
Habita els boscos de l'illa de Borneo.

## Taxonomia
És una espècie que ha estat descrita en època molt recent. Havia estat albirada i encara fotografiada en diverses ocasions al menys des de 2009, però no va ser fins 2019 que es va fer la descripció científica en base a un individu capturat. Es considera una espècie basal del gènere Dicaeum.